# بيتي بينو
بيتي بينو هي مذيعة ‏ إكوادورية، ولدت في 21 أبريل 1948 في أنسيون ‏ في الإكوادور، وتوفيت في 7 أغسطس 2013 في ميامي في الولايات المتحدة بسبب مرض معد.

## وصلات خارجية
- الموقع الرسمي